# Skämsta
Skämsta är en by invid Tämnarån i Tierps socken, Tierps kommun.
Byn omtalas första gången 1409 ('i Skelmsta'). 1480-1536 hade Uppsala domkyrka tre lantbönder i byn. Skelmsta hade 1541-1569 två skattebönder, två bönder och en torpare (torpet från 1556 en utjord) under Uppsala domkyrka.
I samband med bygget av Uppsala-Gävle Järnväg på 1870-uppfördes en banvaktarbostad i byn.
Trots de ganska sena äldsta beläggen är byn med tanke på namnformen med all förmodan forntida. Väster om byn finns flera från varandra skilda gravfält RAÄ 203:1 RAÄ 204:1 som av storskifteskartan ursprungligen troligen varit ett gravfält och idag innehåller 18 gravar, RAÄ 457, som omfattar 11 gravar, samt RAÄ 205:1 om 11 gravar. 
I anslutning till RAÄ 203 undersöktes i samband med ombyggnad av järnvägen ett boplatsområde i byn med dateringar från bronsålder fram till vendeltid. I anslutning till gravfälten RAÄ 203-204 påträffades även ett antal tidigare okända kristna flatmarksgravar från 1000- och 1100-talet.